# Xochititla, Texhuacán
Xochititla är en ort i Mexiko.   Den ligger i kommunen Texhuacán och delstaten Veracruz, i den sydöstra delen av landet, 240 km öster om huvudstaden Mexico City. Xochititla ligger 1 609 meter över havet och antalet invånare är 382.
Terrängen runt Xochititla är kuperad åt nordväst, men åt sydost är den bergig. Runt Xochititla är det ganska tätbefolkat, med 199 invånare per kvadratkilometer. Närmaste större samhälle är Rafael Delgado, 19,7 km norr om Xochititla. I omgivningarna runt Xochititla växer huvudsakligen savannskog.